# Walliswil bei Wangen
Walliswil bei Wangen – gmina (niem. Einwohnergemeinde) w Szwajcarii, w kantonie Berno, w regionie administracyjnym Emmental-Oberaargau, w okręgu Oberaargau.

## Demografia
W Walliswil bei Wangen mieszkają 604 osoby. W 2020 roku 5,1% populacji gminy stanowiły osoby urodzone poza Szwajcarią.